# Żabbar St. Patrick FC
Żabbar St. Patrick FC (opgericht 30 november 1912) is een Maltese voetbalclub uitkomend in de Maltese Premier League. De club komt uit Żabbar, waar ook het sportcomplex St. Patrick Football Complex staat, dat plaats biedt aan 200 toeschouwers.

## Naamsverandering en samenvoeging
De club werd oorspronkelijk, in 1912, opgericht als Żabbar Hompesch. Dit was tevens het seizoen dat de club voor het eerst meedeed aan een competitie in Malta, namelijk op het derde niveau. Tussen 1935 en het einde van de Tweede Wereldoorlog waren er vier clubs actief in Żabbar, namelijk Żabbar Hompesch, Żabbar United, Żabbar Youngsters en Żabbar Amateurs, die in 1943 samensmolten tot een gezamenlijke club genaamd Żabbar FC, die direct de Christmas Cup op het tweede niveau won. In 1948 vond opnieuw een naamswijziging plaats en werd het St Patrick, waarna in 2013 de club zijn huidige naam aannam: Żabbar St. Patrick FC.

## Nationaal record
Żabbar St. Patrick is recordhouder van het nationale record ongeslagen competitieve wedstrijden op rij (37 wedstrijden). Deze reeks werd neergezet tussen 8 juni 1980 en 2 mei 1982.

## Successen
Hoewel Żabbar niet lang op het hoogste niveau heeft gespeeld (slechts 9 jaar sinds hun oprichting), heeft het team wel enkele mijlpalen en successen behaald, waaronder drie kampioenschappen op rij tussen 1980 en 1982. In 2021 zette Żabbar St. Patrick een nieuwe winstreeks in, door de winst van tweemaal de amateurbeker en eenmaal de supercup voor Maltese amateurclubs.
- Winnaar Christmas Cup tweede divisie: 1943
- Winnaar vierde divisie: 1980
- Winnaar derde divisie: 1981
- Winnaar tweede divisie: 1982
- Halve finale Maltese FA Trophy: 1951, 1961, 1983
- Halve finale Millenniumbeker: 2000
- Amateurbeker: 2021, 2022
- Maltese Amateur Super Cup: 2022[3]

Balzan · 
Birkirkara · 
Floriana · 
Gzira United · 
Ħamrun Spartans · 
Hibernians · 
Marsaxlokk ·
Melita FC ·
Mosta · 
Naxxar Lions ·
Sliema Wanderers ·
Żabbar St. Patrick FC